# Pablo Villalobos
Pablo Villalobos (Pablo Villalobos Bazaga; * 20. Mai 1978 in Almendralejo) ist ein spanischer Langstreckenläufer.

## Leben
2001 kam er bei den Crosslauf-Weltmeisterschaften auf Platz 86, und 2002 wurde er iberoamerikanischer Meister über 3000 m.
Bei den Leichtathletik-Europameisterschaften 2006 in Göteborg wurde er Siebter über 5000 m.
2009 wechselte er zum Straßenlauf und wurde spanischer Meister im Halbmarathon, kam aber bei den Halbmarathon-Weltmeisterschaften in Birmingham nicht über den 74. Platz hinaus.
Bei seinem Debüt über die 42,195-km-Distanz wurde er 2010 Zweiter beim Sevilla-Marathon. Beim Marathon der Europameisterschaften in Barcelona wurde er Fünfter und siegte in der Europacup-Wertung zusammen mit seinen Landsleuten José Manuel Martínez und Rafael Iglesias.
Pablo Villalobos ist 1,78 m groß und wiegt 62 kg. Er wird von Antonio Serrano trainiert und startet für Puma Chapín Jerez.

## Persönliche Bestzeiten
- 800 m: 1:49,51 min, 20. Juni 2001, Cáceres
- 1500 m: 3:40,70 min, 10. Juli 2004, Baracaldo
- 3000 m: 7:47,38 min, 7. Juni 2003, Sevilla
  - Halle: 7:53,71 min, 9. Februar 2002, Sevilla
- 5000 m: 13:23,73 min, 20. Juni 2006, Huelva
- 10.000 m: 28:22,04 min, 16. Juli 2006, Avilés
- Halbmarathon: 1:03:32 h, 20. September 2009, Motril
- Marathon: 2:13:33 h, 14. Februar 2010, Sevilla